# Nuklearni reaktor CP 1
Nuklearni reaktor CP 1 (Chicago Pile-1) bio je prvi nuklearni reaktor u svijetu, koji je prvi uspio stvoriti kontroliranu nuklearnu lančanu reakciju, izvedenu 2. prosinca 1942. u krugu Sveučilišta u Chicagu. Snaga je iznosila 0,5 W, da bi desetak dana poslije bila povećana do 200 W proizvedene topline. Zbog svojeg dizajna reaktor je bio nazvan Chicago Pile 1 (engl. pile: gomila, hrpa). Grafitni blokovi, koji su imali ulogu moderatora (usporivači neutrona), bili su međusobno naslagani, a uranijsko gorivo umetnuto u šupljine između njih.
Razvoj nuklearne energetike započeo je pionirskim radovima mnogih znanstvenika u godinama prije Drugoga svjetskog rata (Irène i Frédéric Joliot-Curijem, Otto Hahn, Lise Meitner, Leo Szilard, Enrico Fermi i drugi). Ti su radovi rezultirali ostvarenjem prve samoodržive nuklearne lančane reakcije 2. prosinca 1942., u reaktoru izgrađenom na terenu Sveučilišta u Chicagu. Grupu istraživača i tehničara na izgradnji reaktora vodio je poznati fizičar Enrico Fermi. Nuklearni reaktor (poznat pod nazivom Chicago Pile-l, skraćeno CP 1) bio je izgrađen od blokova grafita s umetnutim šipkama od prirodnog uranija. Izgradnja tog reaktora ulazila je u sklop aktivnosti u okviru Manhattan projekta, kojemu je krajnji cilj bila realizacija atomske bombe. Čovjek je tim dostignućem prvi put ostvario dotad nepoznatu pojavu - oslobađanje energije atomskih jezgri i njezinu upotrebu. Nažalost, ta je energija u početku bila korištena u vojne svrhe. Iako je pojava nuklearne fisije i lančane reakcije bio već dobro teorijski proučen, na mogućnost iznenađenja pri puštanju u pogon prvog reaktora moralo se iz opreza računati. Dramatičnost pokusa potvrđuje činjenica da je specijalna ekipa iznad reaktora bila spremna da ga brzo ugasi tekućim kadmijem. Međutim, 28 minuta koliko je trajao pokus, prošlo je mirno i u skladu s očekivanjima.

## Način rada
Oslobađanje nuklearne energije može se odvijati ne samo u eksplozivnom obliku, koji je primijenjen u atomskoj bombi, već i u mirnom obliku, to jest u obliku koje se da regulirati i koji se može iskoristiti u gospodarstvu. Kao generator nuklearne energije služi nuklearni reaktor. To je uređaj kojim se nuklearna energija dobiva reguliranom nuklearnom fisijom. Njenu je zamisao dao australski fizičar Mark Oliphant u Birminghamu. Prvi takav reaktor bio je izrađen u Chicagu 1941. Reaktor izgleda kao šupalj betonski blok koji ima otvore različitih dimenzija, određene za različite svrhe. Betonski blok služi za zaštitu osoblja od nastalih zračenja. U betonskom bloku postavlja se reflektor od grafita. On zaustavlja i odbija natrag neutrone, neophodne za rad reaktora, i time omogućuje da se smanje dimenzije reaktora i upotrijebimanja količina uranija i teške vode. Reflektor se sastoji od velikih komada grafita koji su naslagani jedan na drugi. 
U samoj unutrašnjosti je aktivni dio koji se sastoji od rezervoara teške vode u kojem se nalaze poluge UO2, te šipke za regulaciju snage i šipke sigurnosti. Šipke za regulaciju snage građene su od bornog čelika ili kadmija koji upijaju neutrone, a mogu zauzeti dva položaja:
- položaj za pogon, kada su potpuno izvan vode,
- položaj zaustavljanja kada su potopljene u vodu. U zid se nalaze šipke sigurnosti koje se također sastoje od nekog elementa koji upija neutrone. Šipke su pokretne i mogu se pomoću naročitog motora prilagoditi na visinu koja se želi, i to s točnošću od pola milimetra.

Sam način rada je sljedeći. Pod djelovanjem sporih neutrona nastane cijepanje uranija-235. Pri tom izlete tri neutrona velikom brzinom, nalete na moderator tešku vodu i predaju joj svoju energiju u obliku topline, a zatim dopru do idućeg sloja uranija kao spori neutroni. Ako sistem nije dovoljno velik, može 1/3 neutrona izletjeti, a da ne izazove cijepanje. Udari li neutron u jezgru uranija-238, on je izgubljen za dalji tok reakcije jer se uranij 238 ne raspada, već samo apsorbira neutron i napokon se pretvara u plutonij. Samo će neutron koji udari u uranij-235 osloboditi novu količinu energije i nove neutrone. Tako će posredstvom toga jednog neutrona nastati nova tri brza neutrona, i lančana reakcija će se nastaviti. 
Ako je broj neutrona jedne generacije manji od broja prethodne generacije, u toku vremena će broj neutrona stalno opadati, pa je takva reakcija, kažemo, konvergentna. Ovo se zbiva u slučaju kada je volumen reaktora manji od kritičnog volumena. Ako je volumen reaktora veći od kritičnog volumena, broj neutrona jedne generacije je veći od broja prethodne generacije. U tom slučaju broj neutrona raste i reakcija je divergentna. Ovako oslobođena energija mogla bi narasti do vrlo visokih vrijednosti, i ako se ne bi poduzele nikakve mjere, čitav bi se sistem strahovito užario, ako ne i razletio. 
Nuklearni reaktor može se usporediti s parnim kotlom, ali su razlike u ovome. Uranij, koji se ovdje može smatrati kao gorivo, izgara beskrajno sporije od goriva koje se upotrebljava u običnom kotlu. Prema tome, ne treba voditi računa o loženju. Osim toga obično gorivo je nepotpuno iskorišteno. Produkti izgaranja ugljena, pepeo i šljaka, nemaju više nikakve vrijednosti. Nasuprot tome ostatak koji izađe iz nuklearnog reaktora u stanju je poslije odgovarajuće prerade dati još veliku količinu energije u obliku plutonija koji ima svojstva kao uranij. Iako reaktor ne stvara plinove, on proizvodi jaka zračenja, od kojih su najvažniji neutroni i gama-zrake. Ova zračenja su opasna i od njih se mora zaštititi osoblje koje radi. 
Proizvedena toplina u nuklearnom reaktoru može se iskoristiti za zagrijavanje ili za dobivanje mehaničkog rada. Obično se nuklearna energija koristi za dobivanje električne energije pomoću parne turbine.